# Ambassade de Suède en France
L'ambassade de Suède en France est la représentation diplomatique du royaume de Suède auprès de la République française, autre pays de l'Union européenne. Elle est située 17 rue Barbet-de-Jouy, dans le 7e arrondissement de Paris, la capitale du pays. Son ambassadeur est, depuis 2020, Håkan Åkesson.

## Histoire
En 1635, le savant Hugo Grotius est nommé ambassadeur de Suède à Paris. Il installe une chapelle dans un salon de l'ambassade, 7 quai Malaquais, puis à l'hôtel de Cavoye, 52 rue des Saints-Pères. Il engage le pasteur Jonas Hambraeus, qui officie jusqu'en 1660, quand lui succède un autre pasteur.
En 1679, face aux persécutions de la monarchie absolue envers les protestants français - les dragonnades - le légat Nils Bielke étend l'extraterritorialité de l'ambassade à la chapelle. Ce statut assure la célébration d'un culte protestant dans l'enceinte de Paris, alors que cela est interdit aux Français par l'édit de Nantes de 1598. À cette époque, les Parisiens se rendent au temple de Charenton, au sud-est de la capitale. Après l'édit de Fontainebleau de 1685, qui révoque l'édit de Nantes, la paroisse accueille des baptêmes de protestants français, comme d'autres chapelles d’ambassades des pays protestants, Hollande, Brandebourg, Angleterre et Danemark. Des registres sont tenus pendant tout l'Ancien Régime, malgré l'interdiction et les persécutions,.
Dans les années 1900, la légation de Suède était installée 58 avenue Marceau (8e arrondissement).

## Liste des ambassadeurs
- 1634–1645 : Hugo Grotius
- 1661–1662 : Clas Åkesson Tott
- 1665–1666 : Otto Wilhelm Königsmarck
- 1672–1674 : Clas Åkesson Tott
- 1689–1703 : Johan Palmquist
- 1702–1719 : Daniel Cronström
- 1712 : Carl Gustaf Friesendorff
- 1720 : Erik Sparre
- 1721–1736 : Niklas Peter von Gedda
- 1739–1742 : Carl Gustaf Tessin
- 1742–1744 : Claes Ekeblad
- 1766–1783 : Gustaf Filip Creutz
- 1783–1792 : Erik Magnus Staël von Holstein
- 1791–1792 : Erik Bergstedt (chargé d'affaires)

### Depuis la Seconde Guerre mondiale

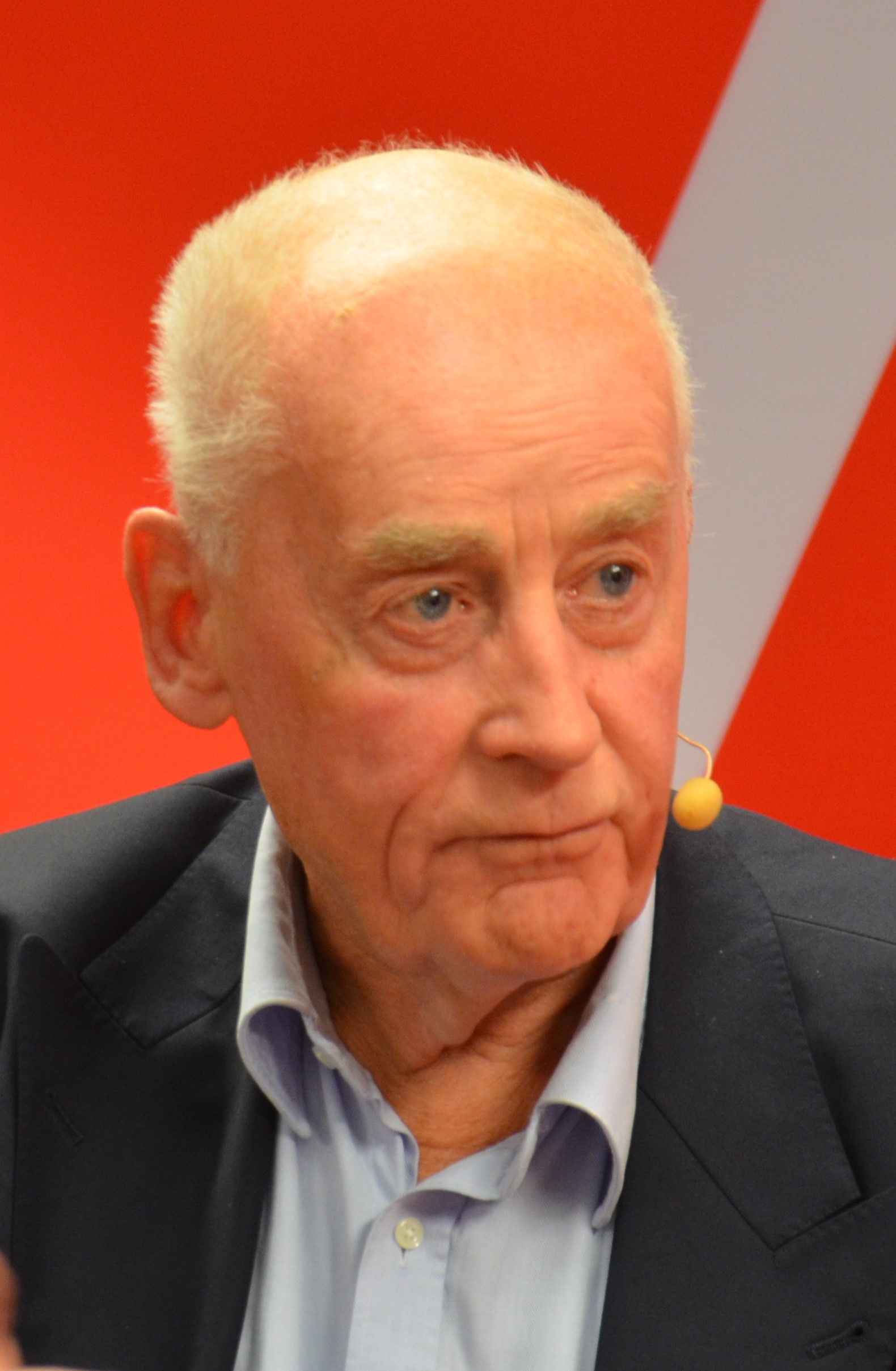
a occupé le poste entre 1996 et 2001.

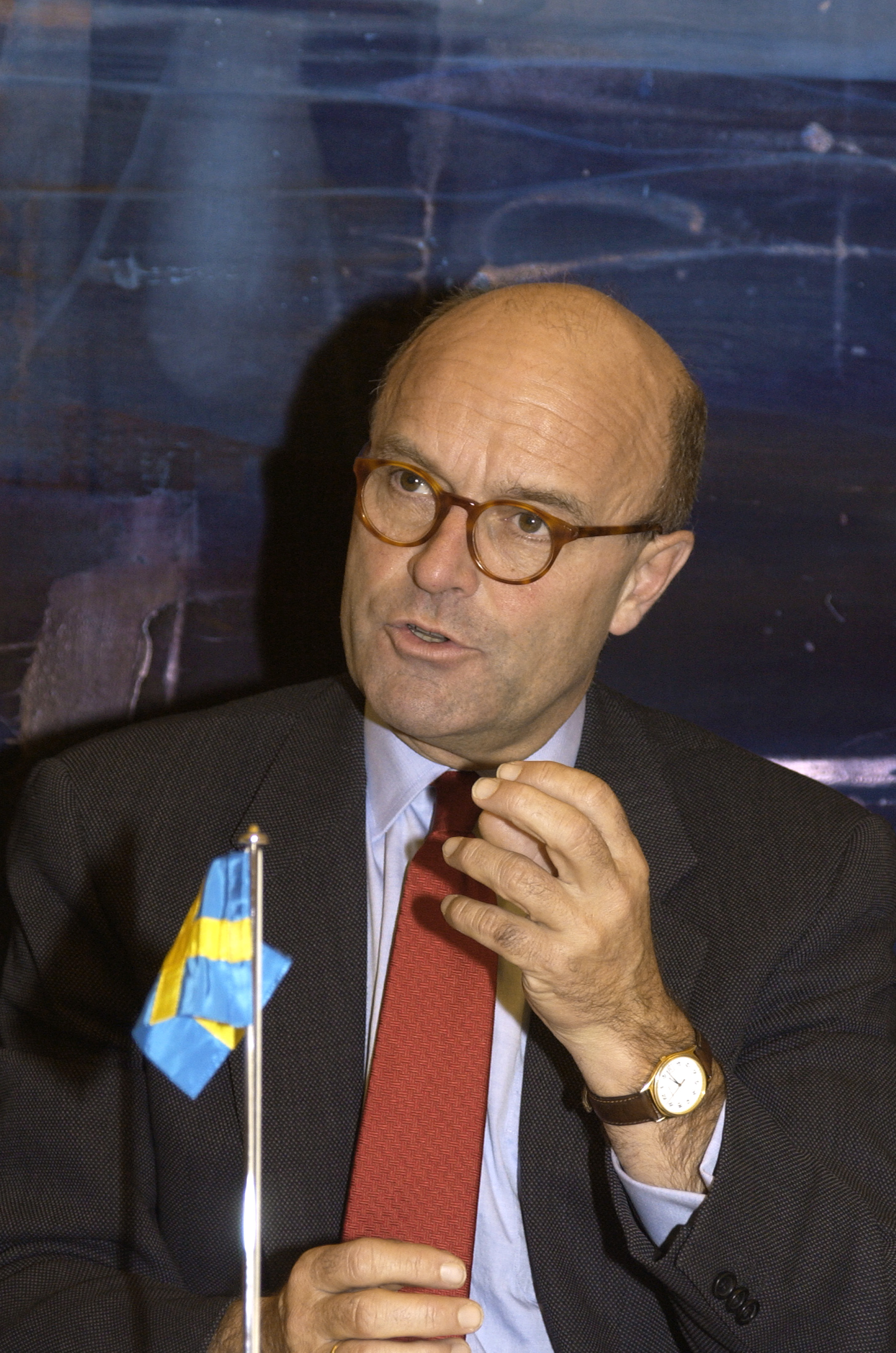
a occupé le poste entre 2007 et 2014.

| Date de nomination | Date de nomination | Date de remise des lettres de créance | Date de remise des lettres de créance | Diplomate                                   |
| ------------------ | ------------------ | ------------------------------------- | ------------------------------------- | ------------------------------------------- |
| ?                  |                    | 1947                                  |                                       | Karl Ivan Westman (sv)                      |
| ?                  |                    | 24 avril 1956                         | [ JORF 1 ]                            | Ragnar Kumlin (sv)                          |
| ?                  |                    | 6 novembre 1965                       | [ JORF 2 ]                            | Rolf R:son Sohlman (sv)                     |
| ?                  |                    | 18 novembre 1967                      | [ JORF 3 ]                            | Gunnar Hägglöf (sv)                         |
| ?                  |                    | 2 juillet 1971                        | [ JORF 4 ]                            | Ingemar Hägglöf (sv)                        |
| ?                  |                    | 11 mai 1978                           | [ JORF 5 ]                            | Sverker Åström (sv)                         |
| ?                  |                    | 13 mai 1982                           | [ JORF 6 ]                            | Carl Lidbom                                 |
| ?                  |                    | 29 juillet 1992                       | [ JORF 7 ]                            | Stig Brattström (sv)                        |
| ?                  |                    | 17 octobre 1996                       | [ JORF 8 ]                            | Örjan Berner (sv)                           |
| ?                  |                    | 22 janvier 2002                       | [ JORF 9 ]                            | Frank Belfrage (sv)                         |
| ?                  |                    | 2006                                  |                                       | Krister Kumlin (sv), chargé d'affaires a.i. |
| ?                  |                    | 19 novembre 2007                      | [ JORF 10 ]                           | Gunnar Lund (sv)                            |
| ?                  |                    | 31 octobre 2014                       | [ JORF 11 ]                           | Veronika Wand-Danielsson                    |
| ?                  |                    | 2020                                  |                                       | Håkan Åkesson                               |

## Église suédoise à Paris
L'église suédoise de Paris est un lieu de rencontre important pour la communauté franco-suédoise de la capitale française.